# Elzetergrub
De Elzetergrub is een beek in Nederlands Zuid-Limburg in de gemeente Gulpen-Wittem. De beek ligt ten oosten van Mechelen en ten noordoosten van Kleeberg op de linkeroever van de Lombergbeek.

## Ligging
De Elzetergrub ligt in het Geuldal en is onderdeel van het stroomgebied van de Maas. De beek ontspringt ten noordoosten van Kleeberg nabij de Elzeterweg op de noordwestelijke helling van het Plateau van Vijlen. De beek stroomt in eerst in noordwestelijke richting, kruist de Elzeterweg en stroomt langs een Mechelse woonwijk. Aan de rand van Mechelen mondt de beek na de Hermensbeek uit in de Geul.
Op ongeveer een kilometer oostelijker stroomt de Hermensbeek en op ongeveer 150 meter naar het zuiden de Spetsensweidebeek.